# Anthony Gethryn
Anthony Ruthven Gethryn è un investigatore inglese inventato dallo scrittore britannico Philip MacDonald, protagonista di dodici romanzi scritti tra il 1924 e il 1959.

## Personaggio
Gethryn è uno dei primi esempi di investigatore dilettante della letteratura gialla. Figlio di un gentiluomo inglese, ha studiato all'Università di Oxford. 
Nel primo romanzo che lo vede come protagonista (The Rasp, in italiano Campana a morto), Gethryn è presentato come un colonnello, ex agente dei servizi segreti e corrispondente di un giornale, che viene invitato ad indagare su un crimine in qualità di "amico della famiglia".
A differenza della maggior parte degli investigatori dilettanti immaginari, Gethryn è sposato ed ha un figlio. Vive in una casa di Londra ed ha al suo servizio un fido domestico il cui cognome è White.